# Вессель, Теодор
Теодор Вессель (? — 21 мая 1791) — государственный деятель Речи Посполитой, воевода ленчицкий (1759—1761), подскарбий великий коронный (1761—1775).

## Биография
Представитель польского дворянского рода Весселей герба «Дзялоша». В правление Августа III Теодор Вессель был членом старореспубликанской фракции под руководством Генрика фон Брюля. В 1759 году получил должность воеводы ленчицкого. В 1761 году первый министр Генрик фон Брюль продал Теодору Весселю должность подскарбия великого коронного. Для покупки новой должности он использовал взятку от евреев и пруссаков.
В 1767 году стал членом Радомской конфедерации. 23 октября 1767 года вошел в состав сеймовой делегации, вынужденной под давлением российского посла Николая Васильевича Репнина согласиться на сохранение прежней конституции Речи Посполитой. 24 марта 1768 года на совещании в Сенате проголосовал на призыв русской армии для подавления Барской конфедерации.
В качестве сторонника Барской конфедерации, Теодор Вессель был, вероятно, одним из организаторов похищения короля Станислава Августа Понятовского в ноябре 1771 года. После подавления конфедерации продал должность подскарбия великого коронного Адаму Понинскому.
На разделительном сейме 1773—1775 годов Теодор Вессель входил в состав делегации, которая под нажимом трёх государства (России, Пруссии и Австрии) была вынуждена согласиться на первый раздел Речи Посполитой. 18 сентября 1773 года участвовал в подписании трактата о Первом разделе Речи Посполитой между Россией, Пруссией и Австрией.